# Hypsiboas alboniger
Hypsiboas alboniger är en groddjursart som först beskrevs av Fritz Nieden 1923.  Hypsiboas alboniger ingår i släktet Hypsiboas och familjen lövgrodor. IUCN kategoriserar arten globalt som nära hotad. Inga underarter finns listade i Catalogue of Life.